# مسعود بلوصيف
مسعود بلوصيف (بالفرنسية: Messaoud Belloucif)‏ (من مواليد 30 نوفمبر 1940) هو لاعب كرة قدم جزائري. لعب في 15 مباراة للفريق الوطني الجزائري لكرة القدم من 1964 إلى 1968. كما تم اختياره في المنتخب الجزائري لبطولة كأس إفريقيا للأمم 1968.

## روابط خارجية
- مسعود بلوصيف على موقع قاعدة بيانات كرة القدم.إي يو (الإنجليزية)
- مسعود بلوصيف على موقع ناشيونال فوتبول تيمز (الإنجليزية)